# Municipio Nuovo di Esslingen am Neckar
Il Municipio Nuovo di Esslingen am Neckar (in tedesco Neues Rathaus Esslingen am Neckar) è un edificio storico, sede municipale della città di Esslingen am Neckar nel Baden-Württemberg, in Germania.

## Storia
I lavori di costruzione dell'edificio, voluto da Franz Gottlieb von Palm, vennero iniziati nel 1747 e completati solo negli anni 1760 dal suo successore, Leopold Carl von Palm. Il progetto venne redatto da Gottlieb David Kandler. I von Palm erano una famiglia nobile, elevata al rango di baroni imperiali nel 1735.
A metà del XIX secolo l'edificio iniziò a servire da municipio. In quell'epoca fu aggiunto un campanile e l'interno fu ristrutturato.

## Descrizione
L'edificio, sviluppato su due piani principali, presenta uno stile barocco ispirato a quello dei palazzi viennesi dell'epoca. La facciata principale, simmetrica, è caratterizzata da un grande portale centrale sormontato da un balcone.

## Galleria d'immagini

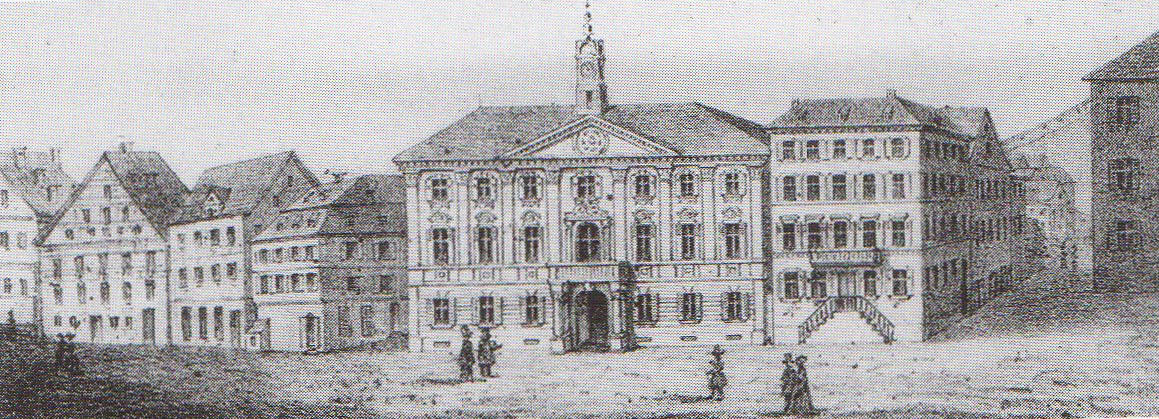
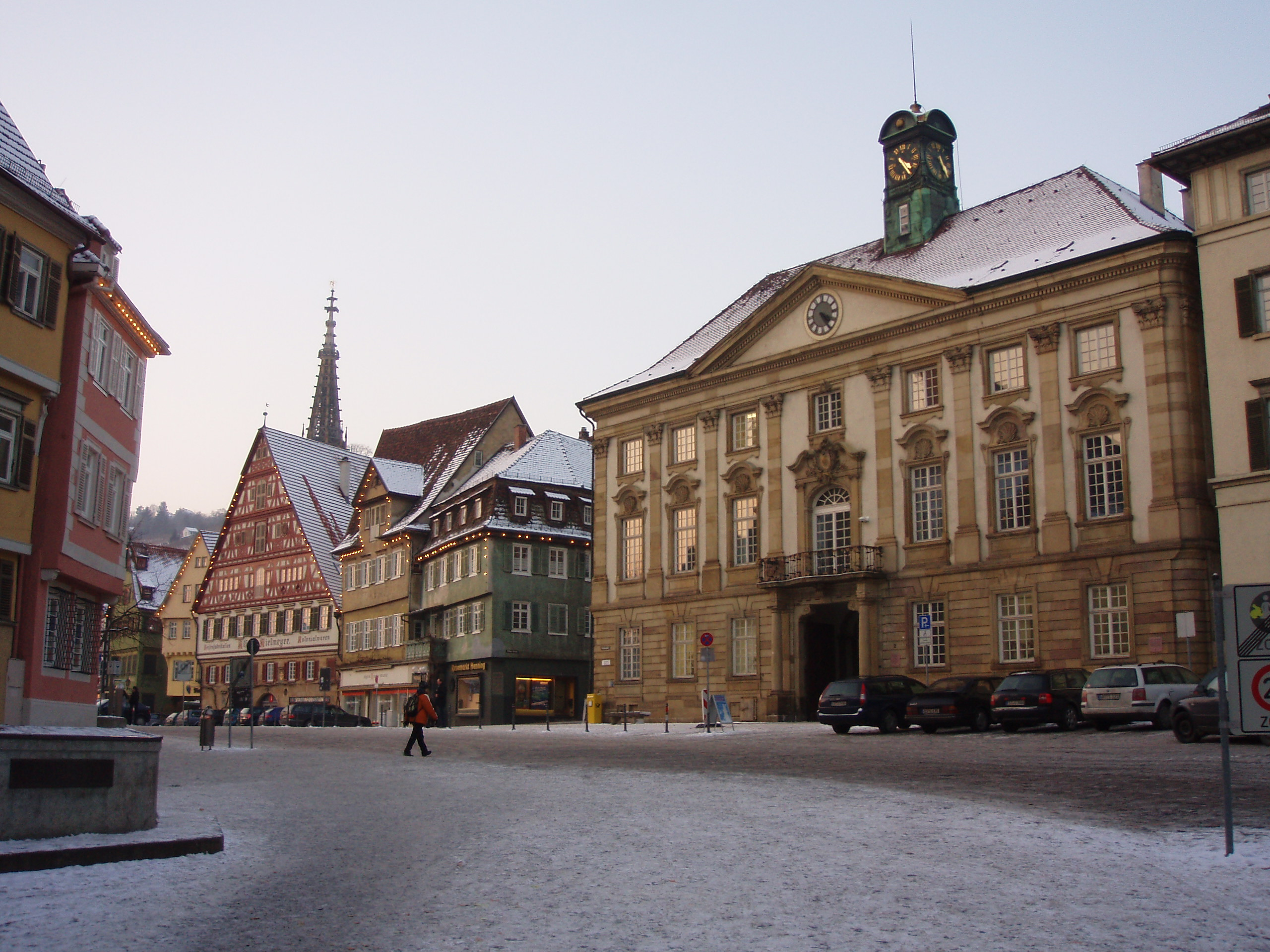
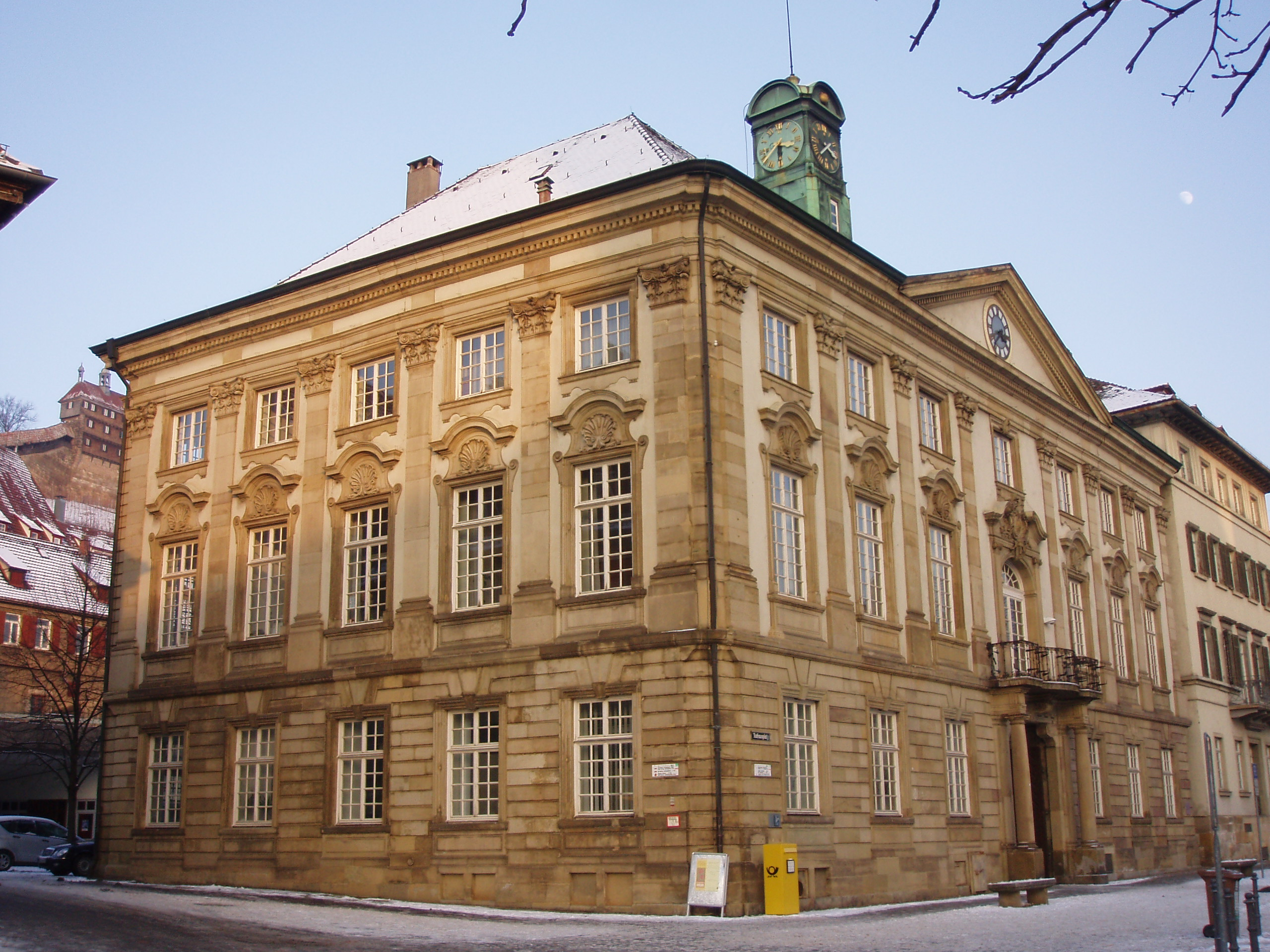